# Nelly
Nelly (rojstno ime Cornell Haynes mlajši), ameriški raper, * 2. november 1978, Austin, Teksas, ZDA.
Njegovi prijatelji so St. Lunatics, Kanye West, The Neptunes, Justin Timberlake in Usher. Nastopal je še z Pimp Juice, Vokal, Apple Bottoms, P.I.M.P. štipendija, 4 Sho 4 Kids, Charlotte Bobcats.

## Diskografija
Izdal je naslednje glasbene CD-je:
- Country Grammar (2000)
- Nellyville (2002)
- Da Derrty Version: The Reinvention (2003)
- Sweat & Suit (2004)

## Prejete nagrade
Za svoje delo je prejel številne nagrade, med njimi tudi:
- 2× grammy
- 3× nagrado MTV
- 6× Billboard Awards
- 1× American Music Award
- 4× Source Awards